# John Mitchum
John Newman Mitchum (Bridgeport, 6 settembre 1919 – Los Angeles, 29 novembre 2001) è stato un attore statunitense.
Ha recitato in oltre 60 film dal 1947 al 1978 ed è apparso in oltre 80 produzioni televisive dal 1949 al 1990. È stato accreditato anche con i nomi John Mallory e Jack Mitchum. Era il fratello minore di Robert e Julie Mitchum.

## Biografia
John Mitchum nacque a Bridgeport, nel Connecticut, il 6 settembre 1919.
Per la televisione, interpretò, tra gli altri, il ruolo di Pickalong in 10 episodi della serie Avventure lungo il fiume (1960), del soldato Hoffenmueller in 10 episodi della serie I forti di Forte Coraggio (1965-1967) e molti altri ruoli come guest star o come personaggio secondario in molti episodi di serie televisive dagli anni 50 ai primi anni 80. Per il cinema ha interpretato, tra gli altri, il poliziotto Frank DiGiorgio nei primi tre film di Harry Callaghan.
La sua ultima apparizione sul piccolo schermo avvenne nel film per la televisione Un nonno, quattro nipoti e un cane, andato in onda il 25 febbraio 1990 sulla NBC (che diede poi vita all'omonima serie televisiva con protagonista il fratello Robert), che lo vede nel ruolo di un predicatore, mentre per il grande schermo l'ultima interpretazione risale al film Where's Willie? (1978). Fu anche poeta e autore di canzoni e scrisse un'autobiografia (Them Ornery Mitchum Boys, pubblicata nel 1998) che descriveva la sua giovinezza e il rapporto con il fratello Robert.
Morì a Los Angeles, in California, all'età di 82 anni, il 29 novembre 2001 e fu cremato.

## Filmografia

### Cinema
- Nella terra di Buffalo Bill (The Prairie), regia di Frank Wisbar (1947)
- Shed No Tears, regia di Jean Yarbrough (1948)
- I bassifondi di San Francisco (Knock on Any Door), regia di Nicholas Ray (1949)
- The Devil's Sleep, regia di W. Merle Connell (1949)
- Bill sei grande! (When Willie Comes Marching Home), regia di John Ford (1950)
- Il diritto di uccidere (In a Lonely Place), regia di Nicholas Ray (1950)
- La seduttrice (Born to Be Bad), regia di Nicholas Ray (1950)
- Il messicano (Right Cross), regia di John Sturges (1950)
- I diavoli alati (Flying Leathernecks), regia di Nicholas Ray (1951)
- Squali d'acciaio (Submarine Command), regia di John Farrow (1951)
- The Pace That Thrills, regia di Leon Barsha (1952)
- Operazione Z (One Minute to Zero), regia di Tay Garnett (1952)
- Il temerario (The Lusty Men), regia di Nicholas Ray (1952)
- Stalag 17, regia di Billy Wilder (1953)
- Lucy Gallant, regia di Robert Parrish (1955)
- I corsari del grande fiume (The Rawhide Years), regia di Rudolph Maté (1955)
- Perils of the Wilderness, regia di Spencer Gordon Bennet (1956)
- La soglia dell'inferno (The Bold and the Brave), regia di Lewis R. Foster (1956)
- Giorni di dubbio (Nightmare), regia di Maxwell Shane (1956)
- Furia omicida (The Man Is Armed), regia di Franklin Adreon (1956)
- La camera blindata (Man in the Vault), regia di Andrew V. McLaglen (1956)
- Cortina di spie (5 Steps to Danger), regia di Henry S. Kesler (1957)
- Off Limits - Proibito ai militari (Operation Mad Ball), regia di Richard Quine (1957)
- Giustizia senza legge (Black Patch), regia di Allen H. Miner (1957)
- Death in Small Doses, regia di Joseph M. Newman (1957)
- La cavalcata della vendetta (Ride Out for Revenge), regia di Bernard Girard (1957)
- I pionieri del West (The Tall Stranger), regia di Thomas Carr (1957)
- Up in Smoke, regia di William Beaudine (1957)
- Cole il fuorilegge (Cole Younger, Gunfighter), regia di R.G. Springsteen (1958)
- Cinque ore disperate (Hell's Five Hours), regia di Jack L. Copeland (1958)
- Quantrill il ribelle (Quantrill's Raiders), regia di Edward Bernds (1958)
- Femmina e mitra (The Bonnie Parker Story), regia di William Witney (1958)
- Il riscatto di un gangster (Johnny Rocco), regia di Paul Landres (1958)
- Inferno nel penitenziario (Revolt in the Big House), regia di R.G. Springsteen (1958)
- La banda di Las Vegas (Guns, Girls, and Gangsters), regia di Edward L. Cahn (1959)
- Al Capone, regia di Richard Wilson (1959)
- Duello alla pistola (The Gunfight at Dodge City), regia di Joseph M. Newman (1959)
- Plotone d'assalto (Battle Flame), regia di R.G. Springsteen (1959)
- Mille donne e un caporale (The Sergeant Was a Lady), regia di Bernard Glasser (1961)
- La belva del secolo (Hitler), regia di Stuart Heisler (1962)
- Il vendicatore del Texas (Cattle King), regia di Tay Garnett (1963)
- My Fair Lady, regia di George Cukor (1964)
- Un'idea per un delitto (Brainstorm), regia di William Conrad (1965)
- I dominatori della prateria (The Plainsman), regia di David Lowell Rich (1966)
- Operazione diabolica (Seconds), regia di John Frankenheimer (1966)
- El Dorado, regia di Howard Hawks (1966)
- La via del West (The Way West), regia di Andrew V. McLaglen (1967)
- Agente 4K2 chiede aiuto (Warning Shot), regia di Buzz Kulik (1967)
- Three Guns for Texas, regia di Earl Bellamy, David Lowell Rich (1968)
- Bandolero!, regia di Andrew V. McLaglen (1968)
- La ballata della città senza nome (Paint Your Wagon), regia di Joshua Logan (1969)
- Chisum, regia di Andrew V McLaglen (1970)
- Bigfoot, regia di Robert F. Slatzer (1970)
- Uno spaccone chiamato Hark (One More Train to Rob), regia di Andrew V. McLaglen (1971)
- Chandler, regia di Paul Magwood (1971)
- Ispettore Callaghan: il caso Scorpio è tuo! (Dirty Harry), regia di Don Siegel (1971)
- Bloody Trail, regia di Richard Robinson (1972)
- Lo straniero senza nome (High Plains Drifter), regia di Clint Eastwood (1973)
- Una 44 Magnum per l'ispettore Callaghan (Magnum Force), regia di Ted Post (1973)
- The World Through the Eyes of Children, regia di Jimmie Rodgers, Bob Williams (1975)
- Io non credo a nessuno (Breakheart Pass), regia di Tom Gries (1975)
- Il texano dagli occhi di ghiaccio (The Outlaw Josey Wales), regia di Clint Eastwood (1976)
- Pipe Dreams, regia di Stephen Verona (1976)
- Cielo di piombo, ispettore Callaghan (The Enforcer), regia di James Fargo (1976)
- Telefon, regia di Don Siegel (1977)
- Where's Willie?, regia di John Florea (1978)

### Televisione
- Fireside Theatre – serie TV, 9 episodi (1949-1955)
- Scienza e fantasia (Science Fiction Theatre) – serie TV, 4 episodi (1955-1956)
- I racconti del West (Zane Grey Theater) – serie TV, 2 episodi (1956-1957)
- Dragnet – serie TV, 2 episodi (1956-1958)
- Judge Roy Bean – serie TV, 2 episodi (1956)
- Il sergente Preston (Sergeant Preston of the Yukon) – serie TV, un episodio (1956)
- Screen Directors Playhouse – serie TV, episodio 1x35 (1956)
- The Adventures of Jim Bowie – serie TV, un episodio (1956)
- State Trooper – serie TV, 2 episodi (1957-1958)
- Il tenente Ballinger (M Squad) – serie TV, episodi 1x01-2x01 (1957-1958)
- Have Gun - Will Travel – serie TV, 4 episodi (1957-1962)
- Gunsmoke – serie TV, 6 episodi (1957-1964)
- Panico (Panic!) – serie TV, episodio 1x02 (1957)
- Le avventure di Rin Tin Tin (The Adventures of Rin Tin Tin) – serie TV, un episodio (1957)
- Le leggendarie imprese di Wyatt Earp (The Life and Legend of Wyatt Earp) – serie TV, un episodio (1957)
- The Silent Service – serie TV, un episodio (1957)
- L'uomo ombra (The Thin Man) – serie TV, episodio 1x01 (1957)
- Studio 57 – serie TV, un episodio (1957)
- Casey Jones – serie TV, un episodio (1957)
- Carovane verso il west (Wagon Train) – serie TV, 2 episodi (1958-1963)
- Perry Mason – serie TV, 2 episodi (1958-1963)
- Cool and Lam – film TV (1958)
- The Red Skelton Show – serie TV, un episodio (1958)
- General Electric Theater – serie TV, un episodio (1958)
- Jane Wyman Presents The Fireside Theatre – serie TV, un episodio (1958)
- The Restless Gun – serie TV, episodi 1x16-1x34 (1958)
- Schlitz Playhouse of Stars – serie TV, un episodio (1958)
- Richard Diamond (Richard Diamond, Private Detective) – serie TV, 2 episodi (1958)
- Maverick – serie TV, episodio 2x14 (1958)
- Laramie – serie TV, 3 episodi (1959-1960)
- The D.A.'s Man – serie TV, un episodio (1959)
- Sky King – serie TV, un episodio (1959)
- David Niven Show (The David Niven Show) – serie TV, episodio 1x02 (1959)
- Pete Kelly's Blues – serie TV, un episodio (1959)
- The Lineup – serie TV, un episodio (1959)
- Hotel de Paree – serie TV, un episodio (1959)
- The Rebel – serie TV, un episodio (1960)
- Peter Gunn – serie TV, un episodio (1960)
- Tombstone Territory – serie TV, un episodio (1960)
- Avventure lungo il fiume (Riverboat) – serie TV, 10 episodi (1960)
- Bronco – serie TV, un episodio (1960)
- The Deputy – serie TV, un episodio (1960)
- Thriller – serie TV, episodio 1x15 (1960)
- The Clear Horizon – serie TV (1960)
- Gli intoccabili (The Untouchables) – serie TV, 2 episodi (1961-1962)
- Ai confini della realtà (The Twilight Zone) – serie TV, 2 episodi (1961-1964)
- Bonanza – serie TV, 7 episodi (1961-1971)
- Ripcord – serie TV, un episodio (1961)
- Lassie – serie TV, un episodio (1961)
- Whispering Smith – serie TV, episodio 1x24 (1961)
- Tales of Wells Fargo – serie TV, un episodio (1962)
- Il virginiano (The Virginian) – serie TV, 9 episodi (1963-1970)
- Dakota (The Dakotas) – serie TV, episodio 1x01 (1963)
- The Third Man – serie TV, un episodio (1963)
- Gli uomini della prateria (Rawhide) – serie TV, episodio 6x08 (1963)
- Destry – serie TV, un episodio (1964)
- I forti di Forte Coraggio (F Troop) – serie TV, 11 episodi (1965-1967)
- La leggenda di Jesse James (The Legend of Jesse James) – serie TV, un episodio (1965)
- Laredo – serie TV, un episodio (1965)
- Branded – serie TV, episodio 2x07 (1965)
- I mostri (The Munsters) – serie TV, un episodio (1965)
- Batman – serie TV, 3 episodi (1966-1967)
- I sentieri del west (The Road West) – serie TV, episodio 1x12 (1966)
- Pistols 'n' Petticoats – serie TV, un episodio (1966)
- Mr. Terrific – serie TV, un episodio (1967)
- Iron Horse – serie TV, episodio 2x06 (1967)
- Hondo – serie TV, un episodio (1967)
- Ironside – serie TV, 2 episodi (1968-1971)
- Vita da strega (Bewitched) – serie TV, 2 episodi (1970-1971)
- Adam-12 – serie TV, un episodio (1970)
- Giovani ribelli (The Young Rebels) – serie TV, un episodio (1970)
- Do Not Fold, Spindle or Mutilate – film TV (1971)
- Doc Elliot – serie TV, 3 episodi (1973-1974)
- Savage – film TV (1973)
- Chase – serie TV, un episodio (1973)
- The Hanged Man – film TV (1974)
- Kolchak: The Night Stalker – serie TV, un episodio (1974)
- Una famiglia americana (The Waltons) – serie TV, un episodio (1975)
- Sulle strade della California (Police Story) – serie TV, un episodio (1975)
- La casa nella prateria (Little House on the Prairie) – serie TV, episodio 2x18 (1976)
- Racconti della frontiera – serie TV (The Quest) (1976)
- Lobo (The Misadventures of Sheriff Lobo) – serie TV, un episodio (1979)
- Quincy (Quincy M.E.) – serie TV, un episodio (1983)
- Escapes – film TV (1986)
- Incatenato all'inferno (The Man Who Broke 1,000 Chains) – film TV (1987)
- Jake Spanner, Private Eye – film TV (1989)
- Un nonno, quattro nipoti e un cane – film TV (1990)